# Sediq
Die Sediq, auch Seediq oder Seejiq (chinesisch 賽德克族, Pinyin Sàidékè zú)  sind ein indigenes Volk Taiwans, dessen Siedlungsgebiet hauptsächlich in den Landkreisen Nantou und Hualien liegt. Die Sediq bestehen aus drei Gruppen, die verschiedene Sprachen verwenden: Sediq Tgdaya, Sediq Toda und Sejiq Truku. Sie wurden im Jahr 2008 von der Regierung Taiwans offiziell als eigenständige Ethnie anerkannt, nachdem sie zuvor zum Volk der Atayal gezählt worden waren. Nach amtlichen Statistiken betrug die Zahl der Sediq ungefähr zwischen 8.000 und 10.000 Menschen.

## Kultur

### Tätowierungen
In der Tradition der Sediq spielten Gesichtstätowierungen große Rolle, um die Stärke des eigenen Charakters auszudrücken. Die Männer durften sich erst tätowieren, nachdem sie bei der Kopfjagd auf Feinde erfolgreich gewesen waren. Die Frauen mussten zuerst das Weben beherrschen, bevor sie sich tätowieren durften. Das Tätowieren des Gesichts war ein wichtiges Kennzeichen für volljährige Stammesmitglieder. Für die Männer bedeutete es, dass sie das eigene Gebiet und die Nahrung schützen konnten. Für die Frauen zeigte es, dass sie die Fähigkeiten des Webens und der Haushaltsführung hatten. Ohne solche Tätowierungen konnten man in der Gesellschaft der Sediq nicht existieren.

### Handwerk
Bei den Sediq gibt es zwei Arten der häuslichen Produktion, das Flechten und das Wirken. Obwohl es einen klaren semantischen Unterschied gibt, wird in der Sprache der Sediq hierfür das gleiche Wort benutzt: tminun. 
Die Erzeugnisse des Flechtens sind normalerweise Behälter für das Alltagsleben, zum Beispiel Kiepen für die Frauen (in der Sprache der Sediq: bruru), Netzbeutel für Männer, Körbe für die Wäsche, Fischernetze, Fischkörbe (kobu) und runde Körbe (btuku). Die Werkstoffe für das Flechten stammen größtenteils von der taiwanischen Rankenpflanze Berchemia formosana, Bambusrinden und Leinengarnen. Die Erzeugnisse des Wirkens sind hauptsächlich Gewebe. Die Materialien sind normalerweise die Fasern der Ramie. Nach der zeitaufwendigen und komplizierten Herstellung von Garn kann begonnen werden, farbenfrohe Gewebe zu Kleidungen, Accessoires und Bettdecken zu verarbeiten. Unter den Garnen gab es früher die Farben Grün, Rot, Gelb, Schwarz und Weiß, wobei Rot am populärsten war.

### Ernährung
In der früheren Zeit, als die Sediq nur von Landwirtschaft und Jagd lebten, waren Süßkartoffeln, Taro, Hirse und Rispenhirse (baso) die Hauptnahrungsmittel. Trockenreis gehörte damals nicht zu den Hauptnahrungsmitteln.
Traditionell aßen die Sediq mit den Händen, wobei sie am häufigsten Zeigefinger und Mittelfinger benutzten. Die ursprünglich verwendeten Kochgeräte (z. B. Schöpfkellen) bestanden aus Holz. Dies änderte sich während der japanischen Kolonialzeit, während der die Sediq anfingen, metallene Utensilien und Bestecke zu benutzen.
Außer gekochtem Essen waren auch eingelegtes Gemüse und Fleisch in ihrer Ernährung enthalten. Normalerweise kochten die Sediq ihre Speisen. Es gab allerdings die Sitte bei den Männern, dass sie auf der Jagd die Leber frisch erlegter Tiere roh aßen. Danach wurden die erbeuteten Tiere über einem Feuer abgekocht oder gebraten.

### Religion
Die Seediq glaubten, dass ihr Volk eine besondere Beziehung mit dem Gott Utux Tmninun hatte. Dieser hatte auch eine Seele, aber diese war unvergänglich. Sie glaubten daran, dass sie nach dem Tod zu Utux Tmninun zurückkehren konnten, d. h. die Männer, die nach der Kopfjagd Tätowierungen auf ihren Gesichtern und die nach erfolgreicher Jagd Blutspuren auf ihren Handflächen hatten. Für die Frauen gab es ebenfalls die Möglichkeit, zu ihrem Gott zurückzukehren, wenn sie Tätowierungen aufwiesen und Blutspuren auf den Handflächen hatten, nachdem sie fleißig Webearbeiten vollbrachten. Solche Blutspuren, glaubte man, würden nie verblassen, sie würden wieder auftauchen, wenn die Seele eines Sediqs die Lebensbrücke ins Jenseits überqueren wollte. Dann verlangte nämlich der Wächter der Brücke, Blutspuren zu sehen, ohne die eine Überquerung der Lebensbrücke nicht gestattet wurde. War man also im Leben nicht fleißig gewesen, konnte man nicht zu Utux Tmninun zurück. Dieser Glaube hatte natürlich einen Einfluss auf die Art und Weise der Lebensführung eines jeden Sediqs von der Kindheit an bis zum Tod.

### Der Kult um die Kopfjagd
Kopfjagd war für die Sediq ein heiliger Brauch. Sie wurde nur aus drei Anlässen durchgeführt: für das Fest der Aussaat, für das Fest der Ernte und bei Ausnahmesituationen wie Dürre, Pest oder Streitigkeiten innerhalb eines Dorfes. Die Kopfjagd wurde unternommen, um bestimmte Probleme zu lösen, allerdings erst, nachdem andere Lösungsmöglichkeiten ausgeschöpft worden waren und keine Ergebnisse gebracht hatten. Dies bedeutete, dass die Kopfjagd nie die einzige und erste Wahl darstellte. Zuerst wurde auf andere Rituale zurückgegriffen, und wenn diese nichts halfen, erbat man von den Geistern verstorbener Vorfahren die Erlaubnis, auf Kopfjagd zu gehen. Vor der Kopfjagd gab es eine Zeremonie, bei der die Jäger ihr Ziel zu bestimmen hatten. Die Menschen, die als Angriffsziel ausgewählt wurden, waren normalerweise gesund, stark und intelligent. 
Als Ziele kamen auch Menschen aus dem eigenen Volk, aber nicht dem eigenen Dorf in Frage. Nach der Kopfjagd brachten die Jäger die Köpfe zurück zu ihrem Dorf und hielten ein Ritual ab. Die Jäger hatten den Geistern der Opfer wohlschmeckende Gerichte zu bereiten. Nach diesem Ritual wurden die Geister der Opfer auch ein Teil der Geister des eigenen Volkes bzw. der eigenen Vorfahren. All diese Geister sorgten für den Schutz des eigenen Volkes. Nach dem ersten Tag dieses Rituals mussten die Jäger jeden Tag das Opfer begrüßen und mit ihm sprechen, um auf diese Weise für eine bessere Zukunft zu bitten.

## Geschichte
Es wird heute davon ausgegangen, dass die Sediq sich vor einigen hundert Jahren von den Atayal abspalteten und sich in der Folgezeit die Truku von den Sediq teilten.

### Der Wushe-Zwischenfall
Nach der Erschließung des Taiwanischen Zentralgebirges während der japanischen Herrschaft über Taiwan gerieten die in den Bergen lebenden Ureinwohnerstämme zunehmend in Konflikt mit den Modernisierungsbestrebungen der Japaner. Im Jahr 1930 kam es zu einem bewaffneten Aufstand eines Teils der Sediq gegen die Fremdherrschaft, der nach seinem Ort als Wushe-Zwischenfall bekannt wurde. Nach anfänglichen Erfolgen der Sediq unter ihrem Anführer Mona Rudao wurde der Aufstand von der japanischen Armee mit großer Härte niedergeschlagen, wobei mehr als die Hälfte der Aufständischen und ihrer Angehörigen getötet wurden. Der Konflikt zwischen den Sediq und den Japanern wurde inner- und außerhalb Taiwans durch die Fernsehserie Dana Sakura (2003) und den Spielfilm Warriors of the Rainbow: Seediq Bale medial bekannt.
Der Aufstand begann am Morgen des 27. Oktober 1930 in Wushe, in der Gemeinde Ren’ai, im Landkreis Nantou und erschütterte selbst den Generalgouverneur von Taiwan. Die Sediq galten bis dahin als ein koloniales Vorbild, denn sie waren bereits früh „umerzogen“ und ihre Gebiete erschlossen worden. Deshalb war es umso überraschender, als sich über 300 Krieger der Sediq nach langer vorheriger Planung gegen die Willkür der japanischen Kolonialmacht bzw. ihrer lokalen Vertreter erhoben. Die überwiegende Mehrheit der Japaner hatte sich zu einer Feier auf dem Sportfeld der örtlichen Schule versammelt, wo sie von den Sediq angegriffen und getötet wurden. Weiterhin wurden Japaner in den Kommissariaten und anderen administrativen Außenstellen angegriffen. Insgesamt kamen 134 Japaner, darunter viele Frauen und Kinder, um. Die Sediq mussten sich im Klaren gewesen sein, dass dies härteste Strafmaßnahmen durch die japanische Armee auslösen würde. Die Familien der Sediq zerstörten ihre Häuser und die Frauen der Krieger begingen Selbstmord. Die Krieger brachten sich ebenfalls um, nachdem sie keine Munition mehr hatten und ihnen die Nahrungsmittel ausgingen. Ihr Anführer Mona Rudao erschoss sich im Urwald, anschließend töteten sich seine Krieger.